# Buchnerillo litoralis
Buchnerillo litoralis is een pissebed uit de familie Buddelundiellidae. De wetenschappelijke naam van de soort is voor het eerst geldig gepubliceerd in 1942 door Verhoeff.